# How I Built Myself a House
How I Built Myself a House is een kort verhaal uit 1865 van de Engelse schrijver Thomas Hardy. Het is een komisch-satirische schets van de nog altijd herkenbare belevenissen van iemand die een eigen huis bouwt. Hardy was destijds al actief als dichter, maar kreeg zijn werk niet gepubliceerd. Dit prozawerk was het eerste dat van zijn hand in druk verscheen, Het werd in 1865 gepubliceerd in Chambers's Journal of Popular Literature, Science, and Arts, een blad dat later kortweg 'Chambers's Journal' zou heten. Het leverde hem een bedrag op van £3, 15s.
Het verhaal was qua inhoud en toonzetting niet geschikt om opgenomen te worden in de latere vier verhalenbundels van de schrijver. Het werd, samen met andere niet gebundelde verhalen, opgenomen in de in 1992 uitgebrachte verzameling The Excluded and Collaborative Stories, onder redactie van Pamela Dalziel. Zoals de titel van deze uitgave aangeeft, gaat het hierbij niet alleen om de niet eerder gebundelde verhalen, maar ook om vertellingen die de schrijver produceerde in samenwerking met anderen, onder wie Florence Henniker en zijn tweede vrouw Florence Dugdale.

## Het verhaal
Het jonge gezin van John en Sophia woont in een aardig huis in een buitenwijk van Londen. Het is echter zo klein dat het niet meevalt om bezoekers te ontvangen en als er gasten zijn voor het diner moeten de schalen en dergelijke zelfs op de trap of in de gang worden neergezet. Al gauw gaan de gedachten uit naar een groter huis dat ze zelf willen laten bouwen. De eisen zijn uiteraard niet gering: het moet groot zijn, maar niet te duur, op droge en hoger gelegen grond in een gezonde omgeving, boven een bron, met bomen in het noorden en uitzicht op het zuiden en gemakkelijk bereikbaar per spoor. Hoewel de adverteerders hun best doen hun aanbiedingen zeer aantrekkelijk te laten lijken, blijkt de werkelijkheid vaak anders en de ene na de andere eis verdwijnt derhalve van tafel, tot er zich iets aanbiedt wat ermee door kan. Zij nemen een architect in de arm en de onderhandelingen beginnen, waarbij zij al snel hulpeloos zijn overgeleverd aan de kennelijke deskundigheid van de man. Na aanvang van de bouw bezoekt het echtpaar de bouwplaats, waarbij hun vooral opvalt dat de kamers zo klein zijn. Hoewel de bouwers aangeven dat dat altijd zo lijkt, wordt de salon op aandringen van Sophia toch wat groter. Het werk vordert en John wordt door de bouwvakkers uitgenodigd eens boven te komen kijken. Over smalle ladders en doorbuigende planken klimmen ze naar boven en John vreest het ergste, maar de werklui lopen zwaarbeladen en fluitend rond. Als de woning uiteindelijk klaar is, zijn er toch nog wat kleine wensen: een portaal voor de voordeur, waardoor weer extra ventilatie en verlichting vereist is, wat extra's voor de bijkeuken, een watertank, een pomp, en talloze andere kleine dingen die de meerkosten stevig doen toenemen, kortom, een fikse aanslag op de portemonnee en een grote overschrijding van het budget. De verhuizing vindt plaats, maar er doen zich ook dan nog vele kleine irritaties voor die verholpen moeten worden. Op een nacht schrikt Sophia wakker en vraagt zich af waarom er geen tralies zijn voor de ramen van de kinderkamer; ze zullen er zeker een keer uitvallen. En waarom heb je de kinderkamer eigenlijk op de tweede verdieping laten aanleggen! En zo wordt de volgende dag ook het gewenste traliewerk nog aangebracht...